# Institut für Schulentwicklungsforschung
Das Institut für Schulentwicklungsforschung (abgekürzt: IFS) an der Technischen Universität Dortmund ist eines der größten Schul- und Bildungsforschungsinstitute Deutschlands.

## Organisation und Forschung am IFS
Das interdisziplinäre Forschungsinstitut zielt in seiner Arbeit darauf ab, Lern- und Entwicklungsprozesse, Schulentwicklung und Bildungsergebnisse im Kontext ihrer individuellen, sozialen und institutionellen Bedingungen zu erfassen, zu erklären und zu optimieren. Dabei obliegt ihm beispielsweise die Durchführung und Koordination der Internationalen Grundschul-Lese-Untersuchung (IGLU-Studie) oder die wissenschaftliche Leitung der Etappe 4 – Wege durch die Sekundarstufe I und Übergänge in die Sekundarstufe II und Etappe 5 – gymnasiale Oberstufe und Übergänge in (Fach-)Hochschule, Ausbildung oder Arbeitsmarkt des Nationalen Bildungspanels (NEPS). Derzeit sind etwa 40 Forschende, vorwiegend aus den Bereichen Erziehungswissenschaft, Psychologie, Soziologie und Statistik, am Institut tätig. Das IFS wird durch einen interdisziplinär zusammengesetzten wissenschaftlichen Beirat begleitet und beraten, der in zweijährigem Turnus tagt. Vorsitzender des Wissenschaftlichen Beirats ist Holger Horz. Nele McElvany ist geschäftsführende Direktorin des Instituts.
Die Arbeit des IFS gliedert sich in fünf Forschungsschwerpunkte im Bereich Empirische Bildungsforschung:
- Empirische Bildungsforschung mit dem Schwerpunkt Lehren und Lernen im schulischen Kontext (Leitung: Nele McElvany). Die Arbeitsgruppe beschäftigt sich mit der Beschreibung, Erklärung und Optimierung von Lernprozessen, deren Voraussetzungen und Bildungsergebnissen von Schülerinnen und Schülern in unterschiedlichen Kontexten und Altersgruppen.
- Empirische Bildungsforschung mit dem Schwerpunkt individuelle Entwicklungsverläufe und schulische Rahmenbedingungen (Leitung: Michael Becker). Die Forschungsvorhaben befassen sich im Wesentlichen mit der Bedeutung differenzieller Kontextbedingungen, vor allem schulischer Lernumwelten für individuelle Bildungs- und Lebensverläufe.
- Empirische Bildungsforschung im schulischen Kontext (Leitung: Birgit Heppt). Die AG forscht zur Erfassung, Erklärung und Verbesserung von Lernprozessen und beschäftigt sich insbesondere mit der Frage, wie Schüler unter Bedingungen zunehmender Heterogenität bestmöglich darin unterstützt werden können, das Bildungssystem erfolgreich zu durchlaufen.
- Empirische Bildungsforschung mit dem Schwerpunkt Schul- und Unterrichtsforschung (Leitung: Annika Ohle-Peters). Die unbesetzte Professur wird im Sommersemester 2025 von Annika Ohle-Peters vertreten.
- Educational Data Science (Leitung: Alexander Naumann). Die Arbeitsgruppe stellt eine Schnittstelle zwischen Bildungswissenschaften und Statistik dar; sie verfolgt das zentrale Ziel, komplexe Daten im Bildungsbereich anhand von entsprechenden statistischen Verfahren für bildungswissenschaftliche Fragestellungen zu nutzen. Die unbesetzte Professur wird im Sommersemester 2025 von Alexander Naumann vertreten.

Ein Großteil der Forschungsprojekte ist drittmittelfinanziert (z. B. durch die Deutsche Forschungsgesellschaft, das Bundesministerium für Bildung und Forschung, die Europäische Kommission, Stiftungen). Als eines der drittmittelstärksten Institute der TU Dortmund prägt das IFS maßgeblich den Profilbereich der TU Dortmund „Bildungs- und Arbeitswelten von morgen“ mit und wirkt im Wissenschaftlichen Kompetenzfeld „Schul- und Bildungsforschung“ im Rahmen des Masterplans Wissenschaft der Stadt Dortmund mit.

## Aktivitäten

### Vernetzung, Praxistransfer und Herausgeberreihen
Das IFS bringt auf unterschiedlichen Wegen Forschungsergebnisse und wissenschaftliche Expertise in den Austausch mit der wissenschaftlichen Community einerseits und der Bildungspraxis, -administration sowie -politik andererseits ein. Dazu gehören das Dortmunder Symposium der Empirischen Bildungsforschung, die IFS Virtual Keynote Series, der IFS-Bildungsdialog und der Tuesdays for Education. Beim Dortmunder Symposium der Empirischen Bildungsforschung handelt es sich um ein interdisziplinäres Austauschformat, das sich an die nationale wissenschaftliche Community richtet. 2019 wurde es zum 5-jährigen Jubiläum international ausgerichtet. Die IFS Virtual Keynote Series organisiert das IFS seit 2021; in diesem virtuellen Format werden aktuelle Forschungsthemen mit internationalen Wissenschaftlern erörtert. Während das Dortmunder Symposium der Empirischen Bildungsforschung sowie die IFS Virtual Keynote Series sich primär an die Wissenschaft richten, zielen der IFS-Bildungsdialog und die Programmreihe Tuesdays for Education darauf ab, den Austausch zwischen Bildungspraxis, -administration, -politik und -wissenschaft zu fördern. Neben diesen Austauschformaten bietet das IFS mehrere Angebote um aktuelle Ergebnisse zu ausgewählten Themenschwerpunkten für die Praxis aufzubereiten, wie zum Beispiel das Praxisportal und das Videoportal.
Das IFS veröffentlicht zudem regelmäßig drei Herausgeberwerke:
- Seit 1995: Jahrbuch der Schulentwicklung[17]
- Seit 2016: Dortmunder Symposium der Empirischen Bildungsforschung[18]
- Seit 2017: IFS-Bildungsdialoge[19]

### Lehre und Ausbildung des wissenschaftlichen Nachwuchses
In der universitären Lehre prägt das IFS sowohl die erziehungswissenschaftlichen Studiengänge (Bachelor of Arts Erziehungswissenschaft und Master of Arts Erziehungswissenschaft) als auch die bildungswissenschaftlichen Anteile im Lehramtsstudium mit. Das Institut bringt hier bildungs- und schultheoretische Grundlagen sowie aktuelle Themen und Methoden der empirischen Bildungsforschung ein.
Das Institut fördert seine Beschäftigten in allen Phasen der akademischen Qualifikation mit dem Ziel, Promovierenden und Postdoktoranden der Empirischen Bildungsforschung methodisch und fachinhaltlich zu qualifizieren.

## Entwicklung
Das Institut für Schulentwicklungsforschung (IFS) wurde im Jahr 1973 durch einen Beschluss des Landes NRW als Arbeitsstelle für Schulentwicklungsforschung (AFS) gegründet; 1980 stimmte der Senat der Pädagogischen Hochschule Ruhr dem Antrag auf Institutionalisierung zu. Gründungsdirektor Hans-Günter Rolff etablierte das Institut nachhaltig in Wissenschaft und Politik und leitete es drei Jahrzehnte lang bis zur Emeritierung 2005. 1991 wurde ein zweiter Lehrstuhl mit Fokus auf die Digitalisierung in Schulen eingerichtet, den Renate Schulz-Zander bis 2010 besetzte. Heinz Günter Holtappels war von 2001 bis 2020 Professor für Erziehungswissenschaft mit dem Schwerpunkt Bildungsmanagement und Evaluation. 2005 trat Wilfried Bos die Professur für Bildungsforschung und Qualitätssicherung an und wurde im gleichen Jahr Geschäftsführender Direktors des Instituts; 2019 trat er in den Ruhestand. Unter seiner Leitung übernahm das IFS in Deutschland die Organisation und Auswertung zentraler Schulleistungsstudien, wie der Internationalen Grundschul-Lese-Untersuchung (IGLU-Studie), der Trends in International Mathematics and Science Study (TIMSS) oder der International Computer and Information Literacy Study (ICILS). Durch diese internationalen sowie weitere nationale Studien etablierte sich das IFS als wichtiger Standort für empirische Bildungsforschung in Deutschland. 2009 kam Nele McElvany an das IFS und übernahm die Professur für Empirische Bildungsforschung mit dem Schwerpunkt Lehren und Lernen im schulischen Kontext; seit 2014 ist sie Geschäftsführende Direktorin des Instituts.
Am 15. Juni 2023 feierte das IFS sein 50-jähriges Bestehen im Rahmen des 8. Dortmunder Symposiums der Empirischen Bildungsforschung zum Thema „Welche Kompetenzen soll die Schule von heute für die Gesellschaft von morgen vermitteln?“.